# Калениченко Іван Йосипович
Іван Йосипович Калениченко (Калиниченко) (1805, Суми — 17 січня (за іншими даними 20 січня) 1876) — український натураліст, доктор медицини, професор.

## Біографія
Народився 1805 р. в Сумах в селянській родині.
Навчався в Сумському повітовому училищі, у Харківській гімназії та Харківському університеті.
Після закінчення університету в 1829 р., отримав звання лікаря і був посланий за кордон. Після повернення, у 1833 р. затверджений лектором для викладання природничих наук у Харківському університеті. У 1836 р. призначений ад'юнкт-професором приватної терапії в Харківському університеті. У 1837 р., захистив дисертацію та отримав ступінь доктора медицини. Затверджений на посаді екстраординарного професора кафедри фізіології і загальної патології, якою завідував до 1863 р. У 1838 р. І . О. Каленіченко отримав звання ординарного професора, а в 1862 р. — заслуженого професора. У 1864 р. Іван Осипович вийшов у відставку. 

## Наукова діяльність
Діяльність Івана Йосиповича Каленіченко була виключно різнобічною. В Харківському університеті він викладав природну історію, фізіологію, загальну патологію, порівняльну анатомію, палеонтологію і деякі інші дисципліни, вивчав українські народні методи лікування, завідував там зоологічним і мінералогічним кабінетами. Вивчав геологічну будову України, землетруси, рослинний і тваринний світ Африки, Америки, сорти пшениці Європи тощо. Мав наукові публікації у галузі орнітології, малакології, мікології і систематики судинних рослин. Загалом опублікував близько 40 наукових праць, у тому числі й «Листи з України».
Написав, між іншим:
- «Quelques mots sur les Daphnes russes etc.» (укр. Кілька слів про російську Daphnes, 1849);
- «Recherches Ornithologiques» (укр. Орнітологічні дослідження, 1839);
- «Revision des escargots (Helices) Russes etc.» (укр. Ревізія російських равликів, 1853),
- «Description des Limaces, qui se trouvent dans l Ukraine» (укр. Опис слимаків, які знаходяться в Україні, 1851).

В 1836 р. був відряджений до Курської губернії для опису її в зоологічному, мінералогічному і геогностичному відношеннях.

### Медик
У свій час Івана Калениченко вважали в Харкові одним з найкращих лікарів-практиків. З 1836 по 1863 керував створеною при Харківському університеті самостійною кафедрою фізіології.
Праці:
- «Сучасні фізіолого-патологічні дослідження жовчі» (1856),
- «Про дію чорних хлібних ріжків над організмами людей».

### Ботанік
Спільно зі своїм близьким соратником ботаніком В. М. Черняєвим, він робив екскурсії і тривалі експедиції по Україні. Описав декілька видів судинних рослин, серед яких Волошка сумська (Centaurea sumensis) і Вовчі ягоди Софії (Daphne sophia).

### Міколог
В галузі мікології І. О. Каленіченко опублікував дві роботи. Перша робота, написана в 1837 р. є дисертацією на ступінь доктора медицини і присвячена вивченню аскоміцета Claviceps purpurea (Fr.) Tul. in Sacc. У другій роботі розглядається використання гастероміцетів Phallus impudicus в народній медицині.

### Палеонтолог
Вчений захоплювався також палеонтологічними дослідженнями. У 1839 р. в селі Кулішівка на березі річки Хусь йому вдалося відкопати добре збережений кістяк мамонта. Це були перші залишки мамонта, знайдені в Україні. Це спонукало вченого разом з Юрієм Головкіним — власником маєтку, де був викопаний кістяк, встановити в 1841 р. пам'ятник на честь наукового відкриття — один з найоригінальніших у світовий історії. Автором проекту пам'ятника був сам Іван Калениченко. Кошти на його виливку на одному із заводів Харкова надав власник маєтку Юрій Головкін.

### Описані таксони

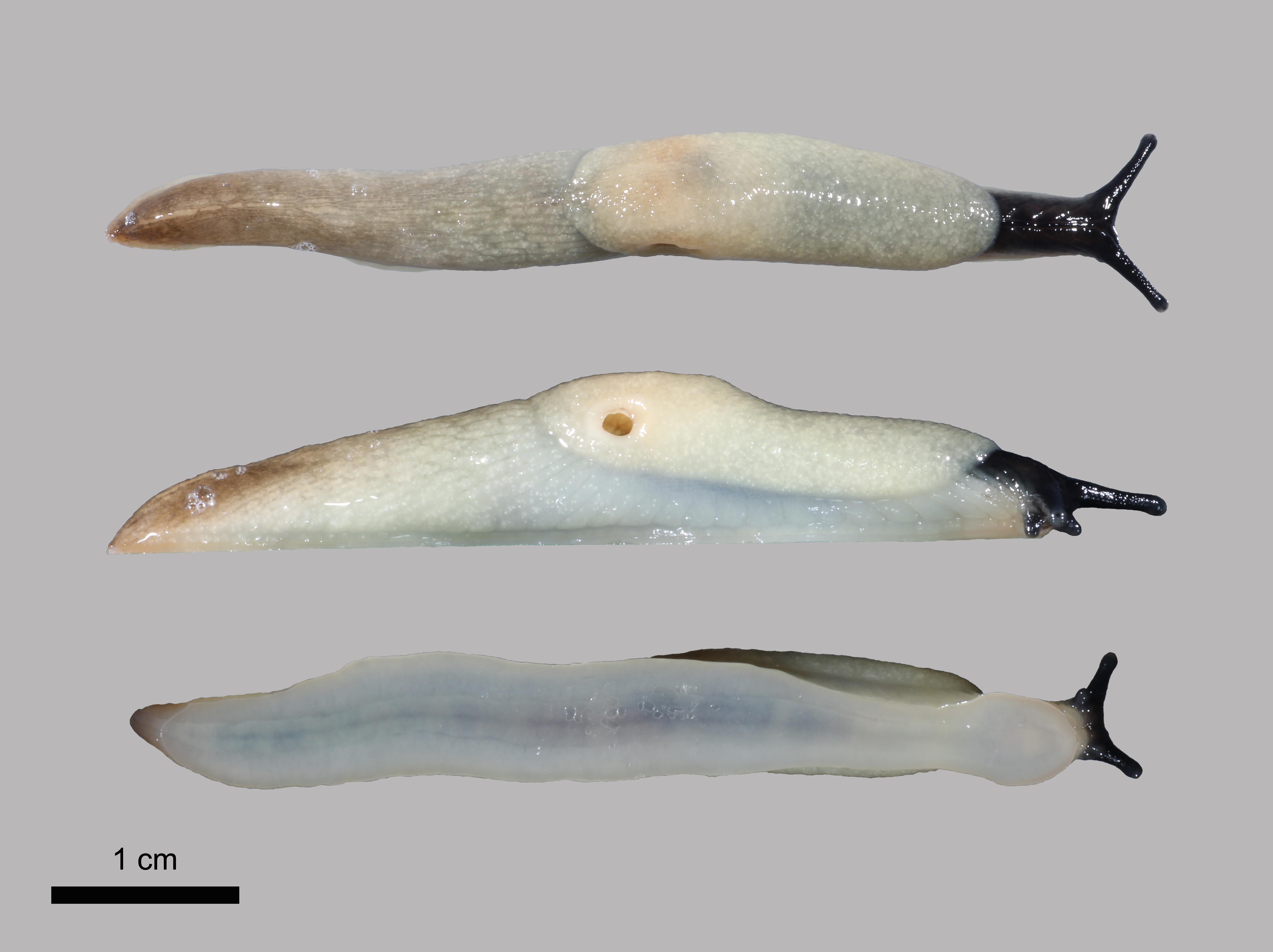
Слимак польовий чорноголовий, Krynickillus melanocephalus Kaleniczenko, 1851, вперше для науки описаний Іваном Калениченком з Кавказу, у встановленому ним же роді Krynickillus Kaleniczenko, 1851, названому на честь Івана Криницького

Іван Калениченко описав декілька нових таксонів наземних слимаків і равликів з України та Кавказу, з яких визнаними станом на 2024 рік є 1 рід та 3 види слимаків:
- Krynickillus Kaleniczenko, 1851
- Krynickillus melanocephalus Kaleniczenko, 1851
- Limacus maculatus (Kaleniczenko, 1851)
- Tandonia cristata (Kaleniczenko, 1851)

### Малакологічні праці
- Kaleniczenko J. 1839. Notice sur le professeur J. A. de Krynicki. Bulletin de la Société impériale des naturalistes de Moscou. 12 (1): 25–33.
- Kaleniczenko J. 1851. Description d'un nouveau genre de Limaces de la Russie meridionale. Bulletin de la Société impériale des naturalistes de Moscou. 24 (1): 215–228.
- Kaleniczenko J. 1851. Description des Limaces, qui se trouvent dans l'Ukraine. Bulletin de la Société impériale des naturalistes de Moscou. 24 (2): 109–126.
- Kaleniczenko J. 1853. Revision des Escargots (Helices) russes enumeres par J. A. Krynicki. Bulletin de la Société impériale des naturalistes de Moscou. 26 (3): 68–94.